# Chiesa di Santa Barbara dei Librai
Santa Barbara de' Librari, anche detta Santa Barbara alla Regola (dal rione in cui era inclusa anticamente), è una piccola chiesa di Roma, dalle parti di Campo de' Fiori, che sorge precisamente nel Largo dei Librari.

## Storia
Giuseppe Vasi la datava al 1306:

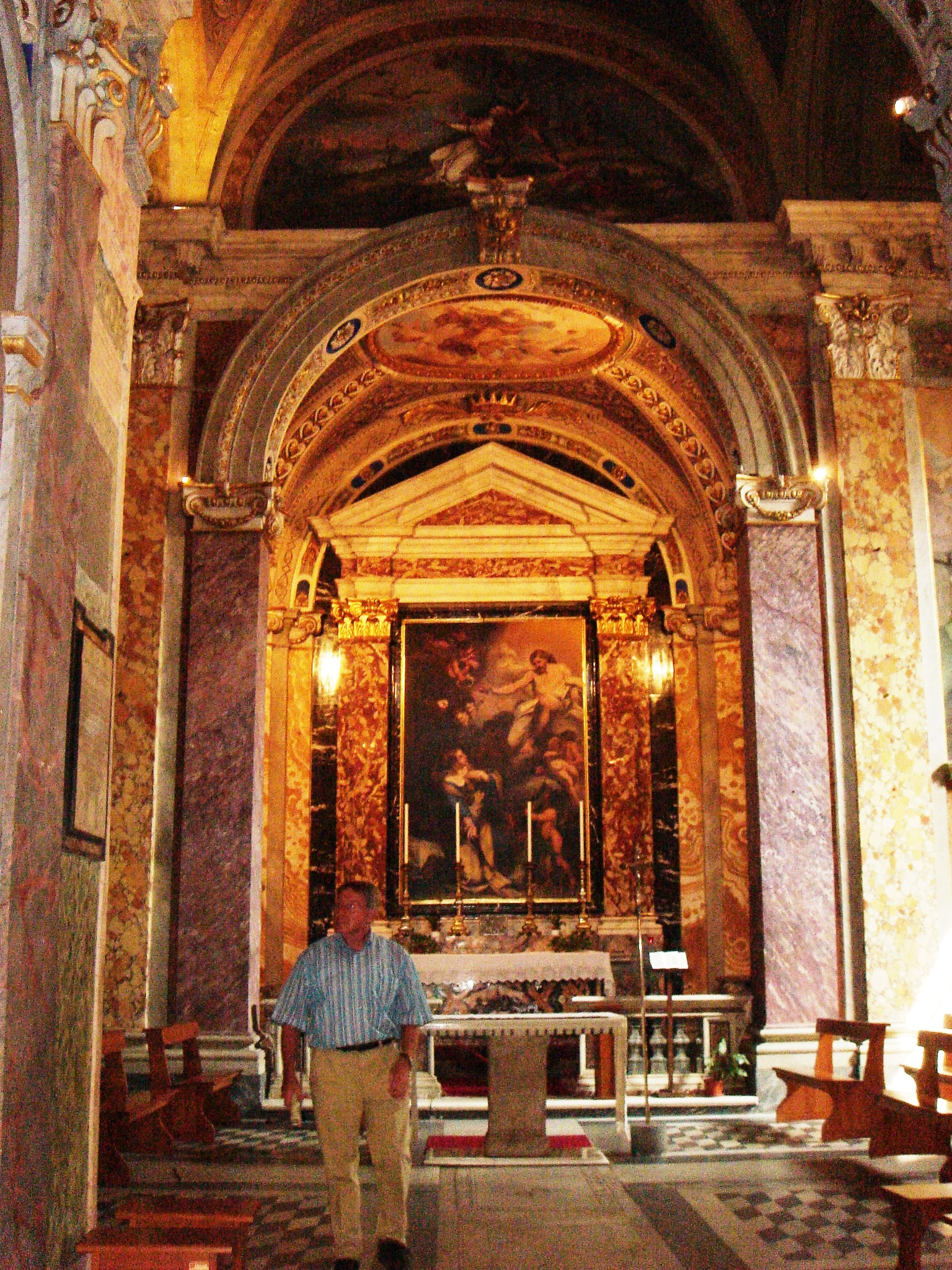
L'interno

Nel 1634 la confraternita, in seguito ad un incendio, comprò anche i locali annessi e l'isolato circostante.  La facciata della chiesa in stile tardo barocco è di Giuseppe Passeri, la statua della Santa titolare, all'interno della nicchia del portale, è opera di Ambrogio Parisj e l'Angelo dipinto sul muro accanto è attribuito a Guido Reni; nella chiesa poi vi sono affreschi di Luigi Garzi, mentre il ciclo della vita di san Saba nella cappella Specchi è di Giovanni Battista Brughi, allievo del Baciccio. Inoltre si ritrovano pitture di Francesco Ragusa e di Domenico Monacelli. Santa Barbara dei Librai è rimasta in uso e conservata fino al 1878, anno in cui la confraternita si sciolse abbandonando la chiesa. Per tutto il XX secolo è stata trascurata, è rimasta chiusa ed è stata utilizzata anche come magazzino, fino a quando, tra il 1974 e il 1980 una campagna ha fatto sì che venisse riaperta nel 1982 e restaurata. Dopo i pesanti restauri barocchi, l'oratorio, sorto sulle rovine del teatro di Pompeo, non mostra più tracce del primitivo impianto romanico.

## Descrizione

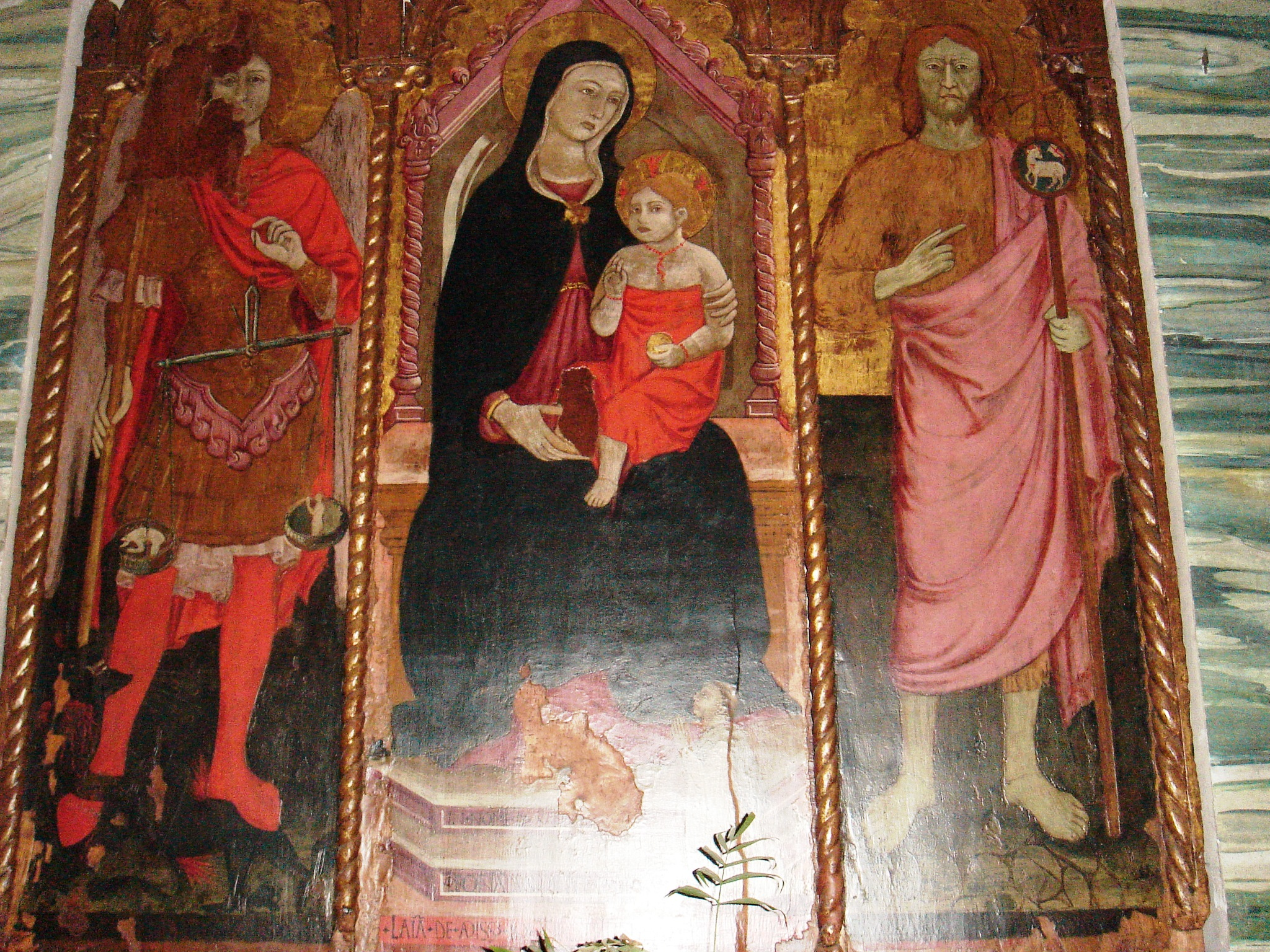
Trittico di Leonardo da Roma

Di ridotte dimensioni, affacciata su una piazzetta di forma trapezoidale in leggera salita al fine di ottenere il massimo effetto scenografico, ha pianta a croce greca. Vi si notano:
- un trittico raffigurante Madonna con bambino con San Giovanni Battista e l'arcangelo Michele del XIV secolo. Recentemente, durante i lavori di ristrutturazione su commissione della Soprintendenza, è riemersa la data di realizzazione (1450) e la firma del pittore;
- la citata Crocifissione, della quale il Garzi ha dipinto i dolenti ai piedi del Crocifisso del XIV secolo;
- l'organo secentesco sulla cantoria sopra il portale d'ingresso, racchiuso entro cassa del 1992 e dotato di 8 registri;
- la botola di sepoltura dei confratelli, con un'iscrizione che recita: "SODALIBUS BIBLIOPOLIS DONEC APERIATUR LIBER ÆTERNITATIS" ("[luogo destinato] Ai confratelli di Bibliopoli fino a quando si aprirà il libro dell'eternità")

La chiesa ospita attività artistiche e culturali, concerti di musica sacra ed è luogo di esibizione della Corale Santa Barbara.